# Старий Жендкув
Старий Жендкув (пол. Stary Rzędków) — село в Польщі, у гміні Новий Кавенчин Скерневицького повіту Лодзинського воєводства.
Населення — 82 особи (2011).
У 1975-1998 роках село належало до Скерневицького воєводства.

## Демографія
Демографічна структура станом на 31 березня 2011 року:
|          | Загалом | Допрацездатний вік | Працездатний вік | Постпрацездатний вік |
| -------- | ------- | ------------------ | ---------------- | -------------------- |
| Чоловіки | 42      | 16                 | 23               | 3                    |
| Жінки    | 40      | 11                 | 22               | 7                    |
| Разом    | 82      | 27                 | 45               | 10                   |